# Joan Barceló (arquitecte)
|  | Per a altres significats, vegeu «Joan Barceló (desambiguació)». |

Joan Barceló (Alcalà de Xivert, ca. 1712 - ca. 1790/1792), fou un arquitecte barroc valencià.

## Vida i obra

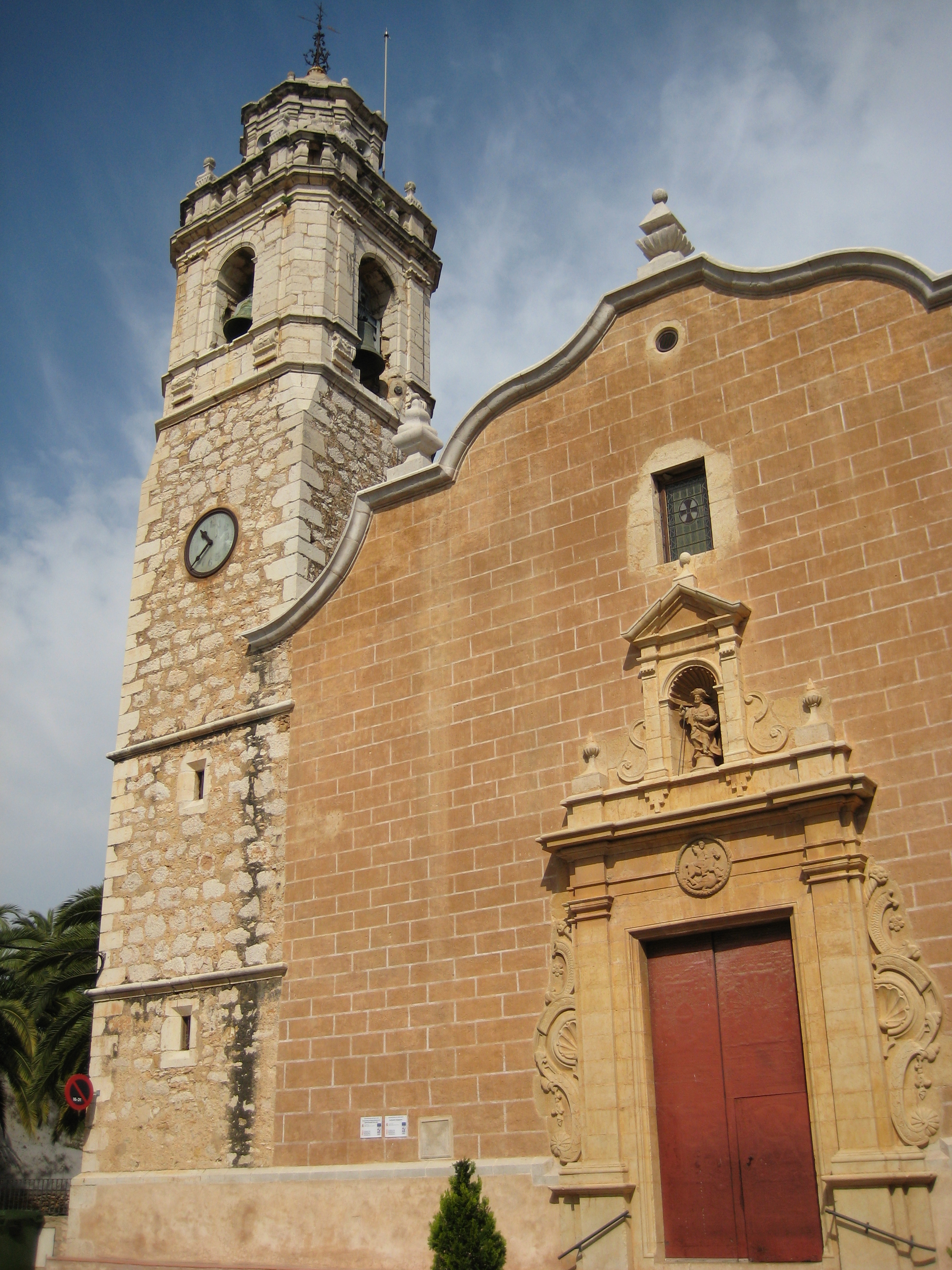
Façana de l'església de Sant Jordi

Fill de Josep Barceló, mestre d'obres i picapedrer també, exerceix el seu mestratge a les comarques septentrionals del País Valencià.
El 1734, treballant a Sant Mateu, possiblement en l'ermita de la Mare de Déu dels Àngels, presenta un projecte per la nova església d'Alcalà de Xivert, on primerament és elegit però finalment la junta de fàbrica prefereix Josep Herrero. També es presenta l'any següent, junt al seu pare, per a la construcció del temple, però tampoc ho aconsegueix.
Josep Barceló, i els seus fills Josep menor i Joan, es traslladen el 1735 a Sant Jordi al Baix Maestrat per haver aconseguit el contracte per a construir l'església i el campanar. La traça de la fàbrica pot haver estat obra de Joan. Allí treballaran els Barceló fins a l'acabament de l'església, el 1756, i del campanar, el 1759.

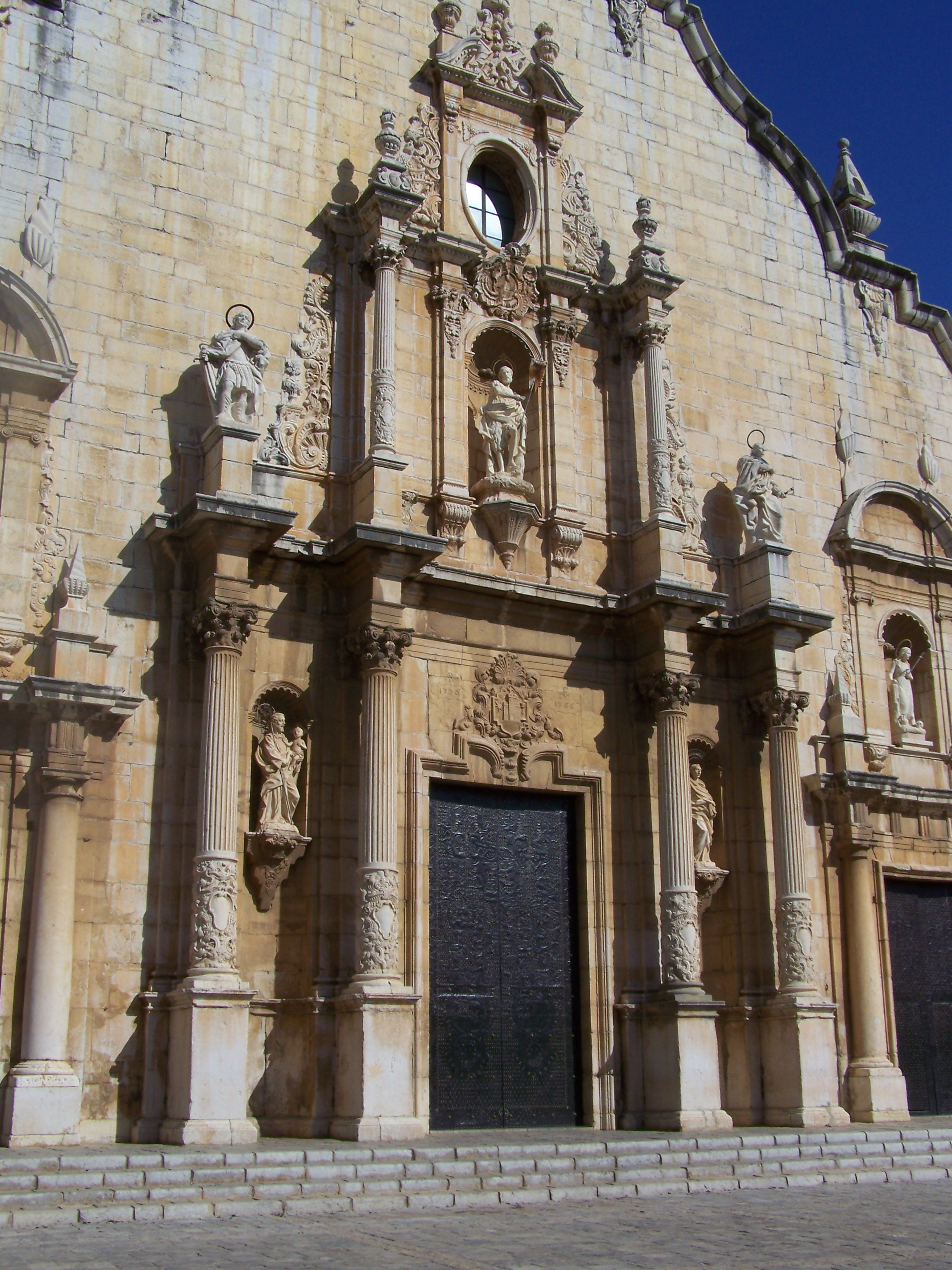
Façana de l'església d'Alcalà

Deixant la resta de la família a Sant Jordi per a acabar l'església, Joan Barceló es trasllada a Alcalà de Xivert quan va ser elegit per acabar l'església. Allí realitza el projecte de la façana, i dirigeix la construcció de la façana i la cúpula durant el període de 1746 a 1766.
També participà en la construcció de la capella de Sant Climent en l'església arxiprestal de Sant Mateu. Va dissenyar l'església de Santa Maria de Marçà, i les obres hi van començar el 20 de novembre de 1768.
Entre 1770 i 1779 apareix dirigint la construcció de l'ermita de Sant Pere de la Barcella de Xert, amb un exterior anodí però un interior amb perfils moguts. En 1774, projecta i comença les obres de la nova església de Torreblanca, que quedaren paralitzades a l'altura de la cornisa, bé per problemes econòmics o bé per discrepàncies amb la junta de fàbrica.
Per aquests anys es presenta al concurs per a cobrir la vacant de mestre d'obres de la Catedral de Tortosa, però no obtingué la plaça.
El 1784 fou elegit per a projectar i construir la torre campanar de l'església d'Alcalà de Xivert, agafant com a model la torre campanar de l'església de Santa Caterina de València, i on estigué com a mestre d'obres fins a la seva mort, ocorreguda després del 21 d'abril de 1790, quan apareix actuant d'agrimensor en un plet entre Torreblanca i Alcalà de Xivert, i el 20 d'agost de 1792, quan la seva viuda, Maria Rosa Cucala, rep 15 lliures de la junta de fàbrica del Campanar, en pagament de la traça, que en vida de Joan Barceló no es va cobrar.